# Sauk

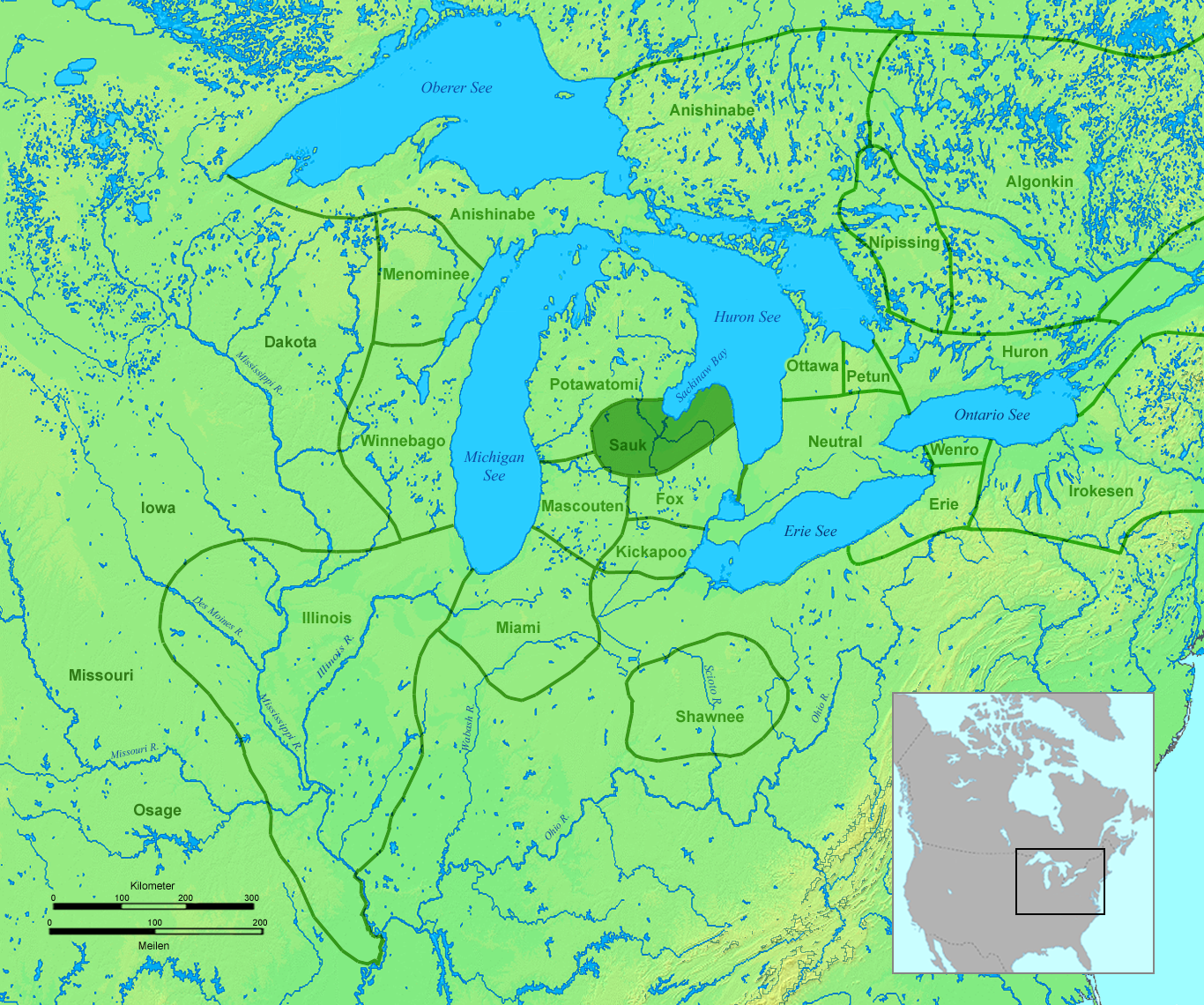
Wohn- und Jagdgebiet der Sauk vor 1650

Die Sauk oder Sac sind ein Indianer-Stamm der Algonkin-Sprachfamilie. Von den benachbarten Anishinabe wurden sie als Ozaagii(-wag) („Leute von der Bucht“) bezeichnet. Diesen Namen verballhornten die Franzosen und Engländer zu Sauk oder Sac. Ihr traditionelles Jagd- und Wohngebiet lag vor 1650 östlich, später westlich des Lake Michigan im heutigen US-Bundesstaat Wisconsin. Ihre Nachfahren leben überwiegend in den US-Bundesstaaten Oklahoma, Kansas und Iowa.

## Name, Sprache und  Territorium

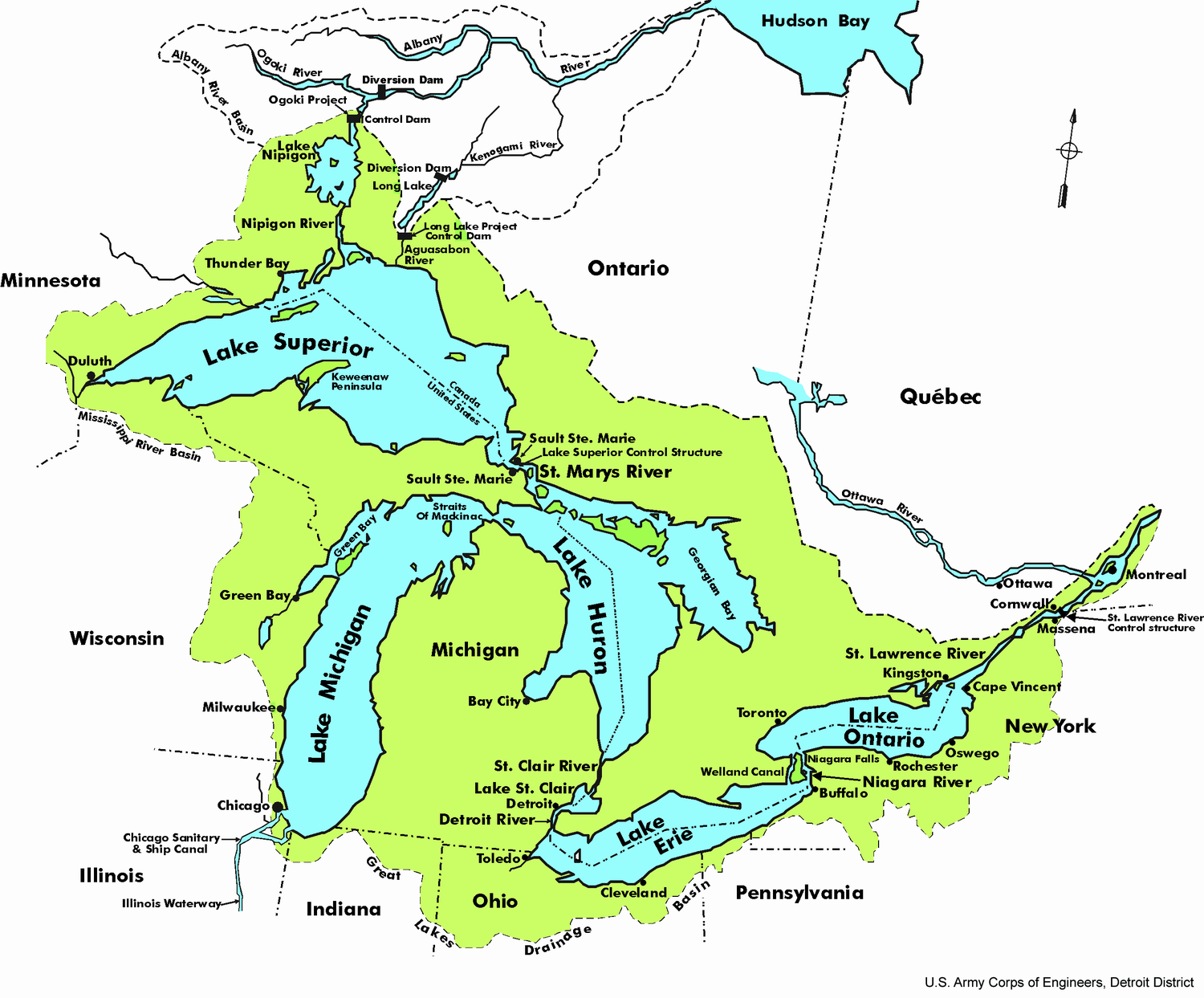
Karte der Großen Seen und deren Einzugsgebiet (grün)

Die Sauk nennen sich selbst Othâkîwa, Thâkîwa, Thâkîwaki oder Asaki-waki (veraltete Transkription) („Menschen, die von der Bucht kommen, d. h. aus dem Wasser“). Der Name bezieht sich wahrscheinlich auf ihre frühere Heimat am Huronsee, die Saginaw Bay, die wiederum ihren Namen von den Sauk bekam. Oftmals wird ihre Stammesbezeichnung auch als „Volk der gelben Erde“ wiedergegeben, dies lässt sich eventuell von den Sauk-Wörtern Athâwethiwa bzw. Athâw(i) („gelb“) und Neniwaki („Männer“) herleiten, was dann später zu „Asaki-waki“ verkürzt wurde. Zudem waren die Meskwaki allgemein unter benachbarten Stämmen als „Volk der roten Erde“ bekannt – die Sauk und Meskwaki selbst verwendeten ebenfalls diesen Begriff als Êshkwîha bzw. Meshkwahkîha („Volk der roten Erde“).
Die Sauk/Sac sprechen zusammen mit den eng verwandten und verbündeten Meskwaki und Kickapoo eine gemeinsame Zentrale Algonkin-Sprache, die meist als Meskwaki (Fox-Sauk) (auch: Fox-Sauk-Kickapoo) bekannt ist. Ihre Dialektvariante namens Thâkiwâtowêweni steht hierbei der Dialektvariante Meskwakiatoweni der Meskwaki am nächsten und weist größere Unterschiede zum Dialekt der Kickapoo auf.
Die Regierung der Vereinigten Staaten betrachtete die Sauk und Meskwaki irrtümlich als einen einzigen Stamm, weil sie sich in ihrer Kultur und Sprache sehr ähnelten. Dennoch war ihre Geschichte in der historischen Zeit durchaus unterschiedlich. Von 1733 bis etwa 1850 waren sie zwar durch eine Allianz verbunden, aus der sich jedoch zu keiner Zeit eine Union entwickelte. Die Sauk bestanden aus zwei politisch und administrativ unterschiedlichen Gruppen. Im frühen neunzehnten Jahrhundert trennte sich die Missouri-Band vom Hauptstamm, wurde von der Regierung offiziell als Sac und Fox of the Missouri anerkannt und bekam ein Reservat in Kansas. Der Hauptstamm wurde unter der Bezeichnung Sac- and-Fox of the Mississippi bundesstaatlich anerkannt. Zahlreiche Angehörige der Missouri-Band übertrugen ihre Zugehörigkeit dem Hauptstamm, als sie in Kansas lebten, doch der Rest blieb separat.
Die Sauk lebten zur Zeit des ersten Kontakts mit Europäern im nordöstlichen Wisconsin, wohin sie laut eigenen Angaben vor den Angriffen der Irokesen in den Biberkriegen geflüchtet waren. Ihr traditionelles Wohn- und Jagdgebiet lag im Tal Saginaw Rivers und an der Saginaw Bay, die Bucht der Sauk. Die sprachlichen und kulturellen Ähnlichkeiten lassen vermuten, dass sie einst mit den Meskwaki und Kickapoo zusammen zu einem Stamm gehörten. Möglicherweise gehörten auch die Shawnee als vierter Stamm dazu. Allerdings benutzten die Sauk als einzige das Kanu, eine Eigenschaft, die eher nördlichen Stämmen zugeschrieben wird. Mit dem Kanu erreichten sie um 1640 auf der Flucht vor den Irokesen die gegenüberliegende Seite des Michigansees südlich der Mackinacstraße und zogen ins Quellgebiet des Wisconsin Rivers westlich von Green Bay.
Die Region um Green Bay im nordöstlichen Wisconsin blieb bis 1733 ihre Heimat, bis sie als Verbündete der Meskwaki in einen Krieg mit den Franzosen verwickelt wurden. Beide Stämme mussten sich danach über den Mississippi ins östliche Iowa zurückziehen. Um 1740 zogen die Sauk zurück nach Wisconsin und siedelten am unteren Wisconsin River. Gegen Ende des achtzehnten Jahrhunderts waren sie an der Mündung des Rock Rivers in den Mississippi zu finden. Ähnlich wie die Kickapoo und Meskwaki haben auch die Sauk als ehemalige Waldlandvölker wesentliche Züge der Präriekultur aufgenommen.

## Externe Beziehungen
Die Sauk und Meskwaki waren durch gemeinsame kulturelle Einrichtungen, häufige Mischehen und zeitweilige politische Allianzen miteinander verbunden. Im siebzehnten Jahrhundert bestanden auch mit den Potawatomi enge Beziehungen. Ihre ärgsten gemeinsamen Feinde waren die Stämme der Illinois-Konföderation; später am Mississippi standen sie den Dakota und Osage feindlich gegenüber.
Die Sauk hatten zunächst gute Beziehungen zu den Franzosen, bis sie durch ihre Allianz mit den Meskwaki kurzzeitig zu Gegnern der Franzosen wurden. Zu den Engländer pflegten sie gute Beziehungen. Nach Gründung der Vereinigten Staaten waren die Sauk durchweg zweigeteilt. Die konservative Fraktion stand den Amerikanern feindlich gegenüber, während sich die progressive eher freundlich oder neutral verhielt.

## Kultur

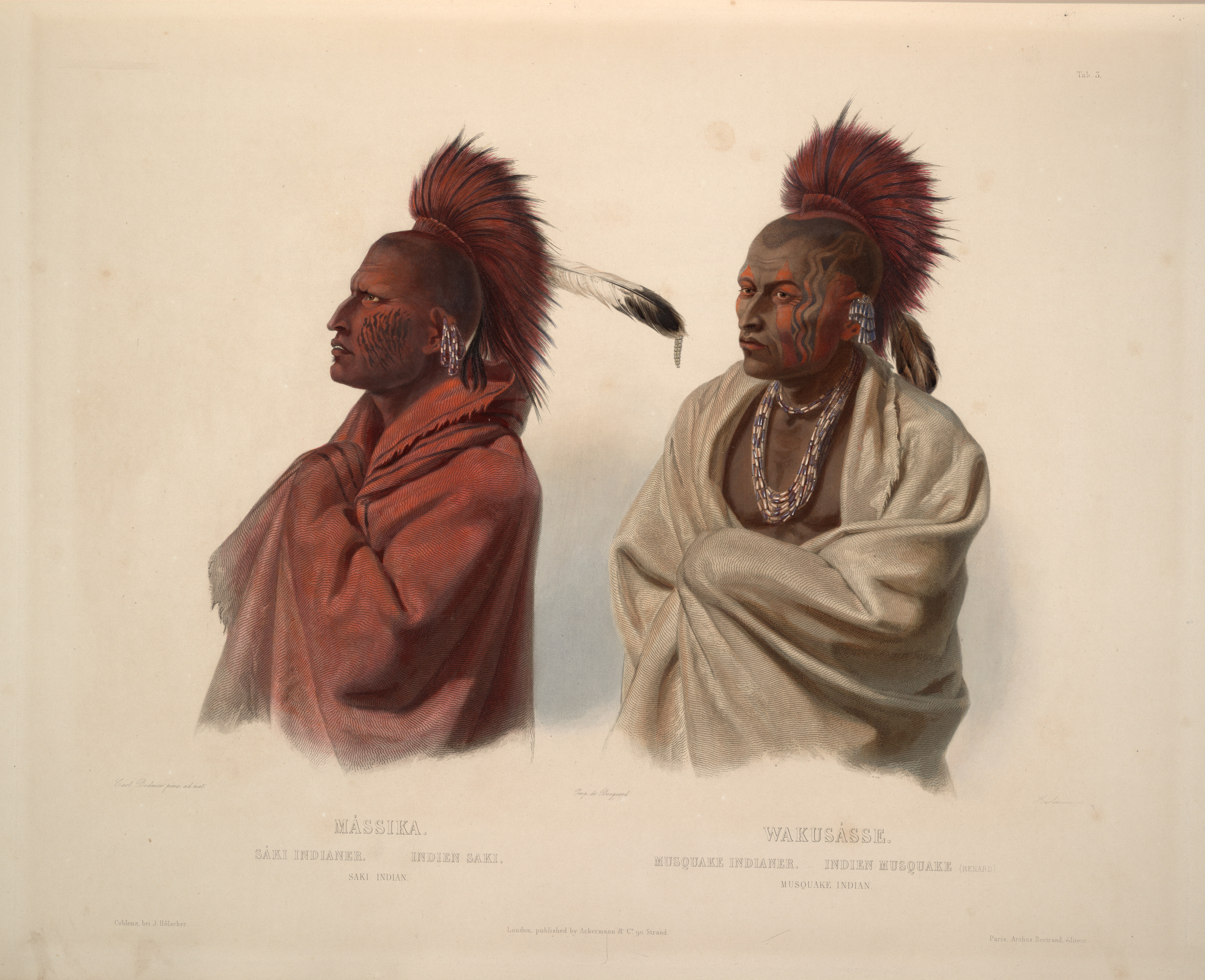
Massika, ein Sauk (links) und Wakusasse, ein Meskwaki (rechts). Aquarell von Karl Bodmer im März oder April 1833.

Die vollständigste Beschreibung der Sauk-Kultur stammt aus der Zeit zwischen 1820 und 1830 von Thomas Forsyth (Indianeragent), Isaac Galland (Händler) und Morell Marston (Offizier). Die Aufzeichnungen betreffen sowohl die Kultur der Sauk als auch die der Meskwaki, da beide Kulturen sich in wesentlichen Merkmalen gleichen. Trotzdem gibt es einige Unterschiede, auf die sich dieser Beitrag schwerpunktmäßig bezieht.

### Lebensunterhalt
Die Lebensgrundlage der Sauk bildeten Jagd, Fallenstellen, Ackerbau und Sammeln von Beeren und Wildkräutern. Offenbar wurde der Tagebau von Bleierz im Wesentlichen von den Meskwaki betrieben, doch zum Beispiel bei schlechten Maisernten beteiligten sich auch die Sauk an dieser Tätigkeit. Das Bleierz wurde bis auf Ausnahmen direkt an die Händler verkauft. Die Bleiminen lagen im Gebiet der heutigen Stadt Dubuque in Iowa. Die wichtigste jagdbaren Tiere, deren Felle als Handelsware dienten, waren Hirsche, Waschbären, Bisamratten und Biber. Neben Pelzen und Fellen handelten die Sauk mit Talg, Federn, Bienenwachs und Mais. Marston schätzte, dass die Saukfrauen über 300 Acres (rund 1,2 km²) Land in der Nähe ihres Hauptdorfs kultiviert hatten und jährlich rund 7000 bis 8000 Bushel (177.800 bis 203.200 kg) produzierten, wovon sie 1000 Bushel (25.400 kg) an Händler verkauften.

### Häuser und Dörfer
Die Sauk waren wie viele benachbarte Stämme halbsesshaft und unterhielten im Frühjahr und Sommer große ortsfeste „Sommerdörfer“ entlang der Flussniederungen, dort bewohnten die jeweiligen Klans gemeinsam genutzte Langhäuser oder Ôtêwenikâni („Sommerhaus“), und bauten vorwiegend Mais, Bohnen, Ahpenya (Kartoffel), Wînepitîhi (Squash), Wâpikoni (Kürbisse) und Wêshkihtâhi (Wassermelone) an. Das frische Gemüse wurde entweder roh oder gekocht gegessen oder für den späteren Verzehr getrocknet und gelagert. Auch der Nemêtha (Fisch) bildete eine bedeutende Lebensmittelgrundlage. Im Unterschied zu anderen Stämmen versammelte sich fast der gesamte Stamm in einem gemeinsamen Sommerdorf. Carver beschrieb 1766 ein Saukdorf, das aus 90 rindenbedeckten Langhäusern bestand. Er war stark beeindruckt von der „größten und bestgebauten Indianerstadt“, die er jemals gesehen hatte, und von ihren „geraden und breiten Straßen“. Im frühen neunzehnten Jahrhundert wirkte Saukenuk in der Nähe des heutigen Rock Island ebenfalls sehr beeindruckend auf Besucher. Das Saukdorf enthielt rund 100 Häuser mit einer Bevölkerung zwischen 2000 und 3000 Personen, manche Schätzungen reichen bis zu 4.000 Personen.
Während des Herbsts und Winters unterteilten sich die Sauk in mehrere Bands und bewohnten im Pahkwayikâni („Winterhaus“) sog. „Winterdörfer“, diese entsprachen jedoch mehr mobilen Jagdlagern aus mehreren leicht zu errichteten Unterkünften, den Wîkiyâpi („Haus“ oder Wigwam). Während dieser Zeit machten sie Jagd auf Peshekethiwa (Hirsch), Mahkwa (Bär), Meshêwêwa (Wapiti und Elch), Antilopen und kleineres Wild, später – nach ihrer Vertreibung aus dem Gebiet der Great Lakes – wurde die Jagd auf die riesigen Herden des Pakwachinenothwa / Pêhkinenothwa (Bisons/Büffels) immer wichtiger. Das Büffelfleisch konnte natürlich nicht alles sofort verzehrt werden und wurde deshalb zum Teil getrocknet und damit konserviert. Das getrocknete Fleisch wurde in Mörsern zerrieben, mit ebenfalls getrockneten wilden Beeren und Kräutern vermischt und mit ausgelassenem Fett zu einer festen Masse verbunden. Diese wohlschmeckende Dauernahrung hieß Pemmikan und war in weiten Teilen Nordamerikas bekannt.

### Soziale Organisation

#### Lineages
Die Sauk und Meskwaki untergliederten sich in Patri-Lineages („einlinige Abstammungsgruppe bzw. Familiengruppe“) über die Väterlinie, deren Angehörige blutsverwandt miteinander (leibliche Verwandtschaft) sind. Einige umfangreiche Lineages können sich in größere (Großfamilien) und kleinere Teile (Kernfamilien) untergliedern. Kinder gehören immer zur Familie ihrer „Linie/Lineage“ – eine Lineage als Ganze enthält folglich nur die Hälfte aller Nachkommen, bei den Sauk folglich nur die ihrer männlichen („in der Linie des Vaters“) Angehörigen. Die Bezeichnung der einzelnen Lineages könnten aus Ableitungen der Klannamen ähnlich der bei den Meskwaki bestehen. In der Regel organisieren sich mehrere zusammengehörende Lineages als eigenständiger Klan, dessen Angehörige ihre gemeinsame Abstammung von einem mythischen oder sagenhaften Stammvater herleiten oder sich auf symbolische Totemtiere beziehen; die Sauk und Meskwaki scheinen Letzteres getan zu haben. Solche Abstammungsgruppen fungierten als eigenständige Solidaritäts- und Wirtschaftsgemeinschaft, verfügten meist über gemeinsamen Landbesitz und wohnten oft als Siedlungsgruppe zusammen. Da die Klans als patrilineal und exogam beschrieben werden, war daher nach der Heirat auf Grund der Wohnsitzregeln für das Ehepaar der Wohnsitz beim Mann (Virilokal – „am Ort des Mannes“, siehe: Patrilokalität) vorgeschrieben.

#### Klans
Die Sauk unterteilten sich in zwölf exogame und patrilineale Mîthonî (Klans), die anhand Tiernamen (sog. „Familienabzeichen“) bzw. Totemtiere unterschieden und benannt wurden. Nach der Überzeugung der Sauk und Meskwaki bezeichnete das gleiche Totem die Blutsverwandtschaft in einem Klan, daher durften Klan-Mitglieder untereinander keine sexuellen Beziehungen eingehen, da dies für Inzest gehalten wurde. Man betrachtete sich als von einem gemeinsamen (patrilinearen) Urahn abstammend und damit als blutsverwandt.
Der oberste Stammeshäuptling kam stets aus dem Stör-Klan. Die wichtigsten Aufgaben der Klans und deren Methawihka (Klan-Mitglieder) waren die Ausübung von Ritualen im Zusammenhang mit dem Heiligen Bündel, die in halbjährigen Veranstaltungen stattfanden, sog. Kîkênôni oder Kîkênoweni (Klan-Feste). Wie bei den Meskwaki führte die Betonung der rituellen Aspekte der Klans zur Bildung religiöser Gesellschaften.
Von Forsyth stammt eine Liste von zwölf Klans: Weißkopfseeadler (Bald Eagle), Bär (Bear), Kartoffel (Potato), Schwarzbarsch (Black Brass), Hirsch (Deer), Großer See (Great Lake), Panter (Panther), Ringelbarsch (Ringed Perch), Stör (Sturgeon), Schwan (Swan), Donner (Thunder) und Wolf. Heute gibt es noch folgende Clans: Mahkwithowa (Bear Clan), Amehkwithowa (Beaver Clan), Peshekethiwithowa (Deer Clan), Ketiwithowa oder Mekethiwithowa (Eagle Clan), Nemêthithowa (Fish Clan), Wâkoshêhithowa (Fox Clan), Kehchikamîwithowa (Ocean Clan – wahrscheinlich identisch mit dem „Großer See / Great Lake“-Klan), Keshêhokimâwithowa (Peace Clan), Ahpenîthowa (Potato Clan), Akônithowa (Snow Clan), Nenemehkiwithowa (Thunder Clan), Manethenôkimâwithowa (Warrior Clan) und Mahwêwithowa (Wolf Clan).
Auch Saukenuk (Saukietown; heute: Black Hawk State Historic Site) nahe der Mündung des Rock River (Sinnissippi – „steiniges, felsiges Wasser/Fluss“) in den Mississippi (Mäse’sibowi – „großer Fluss“), die im 18. und 19. Jahrhundert bedeutendste Sauk-Siedlung mit ca. 4.000 Bewohnern teilte sich in 12 Bezirke, die den jeweiligen Klans zugeordnet waren: Bear (245 Bewohner), Wolf (410 Bewohner), Bald Eagle (297 Bewohner), Sturgeon (299 Bewohner), Thunder (350 Bewohner), Ringed Perch (326 Bewohner), Bear Potato (462 Bewohner), Great Lake (414 Bewohner), Deer (385 Bewohner), Panther (234 Bewohner), Black Bass (356 Bewohner) und Swan (239 Bewohner).

#### Moieties
Zudem ist belegt, dass die Völker der Sauk und Meskwaki in zwei Hälften (Moiety-System) bzw. „Divisionen“ geteilt waren (Dual-Organisation bzw. Dualsystem), die wiederum sich in Lineages und Klans als örtliche Untergruppen (Segmente) untergliederten. Das Verhältnis der beiden Moieties zueinander ist sowohl ergänzend als auch entgegenstehend. Jede der zwei Moieties hat unterschiedliche Eigenschaften, meist gilt eine Moiety der anderen sozial leicht überlegen, richtige Klassen- oder Schichtunterschiede finden sich aber in dualorganisierten Gesellschaften nur selten. Jedes Mitglied muss sich an entsprechende Gebote (Normen) und an Verbote (Tabus) halten und ist eindeutigen Heiratsregeln unterworfen.
Die Moieties waren als die Kishko/Ki-sko-ha/Kîshkôha (männlich: Kîshkôha/, weiblich: Kîshkôhkwêha) („die Langhaarigen“) und als die Oskush/Askasa/Shkasha (männlich: Shkasha/Oshkashîwiwa, weiblich: Shkashîhkwêwa/Oshkashîhkwêwiwa) („die Mutigen“) bekannt. Die beiden Moieties waren jeweils durch zwei Farben symbolisiert: Die Askasa/Shkasha bemalten mittels Holzkohle ihre Gesichter und teilweise auch ihre Körper mahkatêwâwi (Schwarz) und die Ki-sko-ha/Kîshkôha ihre Körper mittels weißer Tonerde wâpeshkyâwi (Weiß). Diese Dualität wurde auch im oftmals äußerst brutal gespieltem Lacrosse (dem sog. „kleinen Bruder des Krieges“) von den beiden Moieties zelebriert und als Vorbereitung für unmittelbar bevorstehende Kriegs- oder Raubzüge genutzt.
Dieses Moiety-System scheint jedoch nicht auf Deszendenz beruht zu haben, sondern auf einem anderen Prinzip. Die genauen Regeln über die Zugehörigkeit der Stammesmitglieder sind jedoch unbekannt. Laut Marston wurde der erste Sohn eines Ehepaares ein Ki-sko-ha/Kîshkôha, der zweite Sohn ein Askasa/Shkasha und so weiter. Forsyth allerdings attestierte eine auf Deszendenz basierende Zuordnung und sagte, der erstgeborene Sohn gehörte zu derselben Moiety / Division wie sein Vater und der nächste zur anderen Moiety. In der Mitte des zwanzigsten Jahrhunderts wurde das erstgeborene Kind (unabhängig vom Geschlecht) ein Askasa/Shkasha oder eine Shkashîhkwêwa und das zweitgeborene Kind ein Ki-sko-ha/Kîshkôha oder eine Kîshkôhkwêha. Sämtliche Systeme dienten offenbar demselben Zweck, nämlich der Zuordnung von Geschwistern zu verschiedenen Gruppen in der Reihenfolge ihrer Geburt.
Da die Sauk kein Mitglied der eigenen Moiety heiraten durften (Exogamie), mussten sie ihre potenziellen Heiratspartner jeweils von der anderen Moiety wählen, so dass Kîshkôha/Kîshkôhkwêha nur Shkasha/Shkashîhkwêwa heiraten konnten und vice versa. Trotz der auf Dualität ausgerichtete Stammesorganisation der Sauk ermöglichte ihnen das exogame System die Stammeseinheit/Identität (trotz der vielen Clans) zu stärken, da beide Moities (Hälften) des Stammes jeweils durch Heiraten miteinander verbunden waren.
Diese Teilung hat bis in die heutige Zeit überdauert, jedoch aktuell eher bezogen auf das politische System der USA: die Anhänger der Demokratischen Partei werden hierbei mit den Kîshkôha/Kîshkôhkwêha assoziiert, die Anhänger der Republikanischen Partei hingegen mit den Shkasha/Shkashîhkwêwa.

### Politische Organisation
Die politischen Funktionen der Sauk wurden von einer Friedens- und einer Kriegsorganisation wahrgenommen. Die Leitung der Friedensorganisation lag in den Händen eines Okimâwa (Oberhäuptlings) und einem Stammesrat aus den 12 Klan-Häuptlingen. Alle Ämter waren bestimmten Klans zugeordnet und wurden vererbt. Eine wichtige Funktion im politischen System hatten sogenannte Ausrufer (Crier), die Entscheidungen und Informationen des Stammesrats öffentlich verkündeten und als Sprecher des Häuptlings eingesetzt wurden. Jeder Häuptling besaß einen oder mehrere derartige Ausrufer.
Forsyth bestritt ausdrücklich, dass es weibliche Häuptlinge bei den Sauk gegeben habe. Black Hawk erwähnte Frauen, die seine Politik unterstützten und eine weitere Frau, die mit einem amerikanischen Befehlshaber über den Vertrag von 1804 verhandeln sollte.
Die Sauk verfügten über zwei Kriegshäuptlinge, die jeweils eine der beiden Divisionen des Stammes führten. Der Kriegshäuptling der Ki-sko-ha hatte den höheren Rang und Status. Bei Verhandlungen mit den Agenturen der Vereinigten Staaten hatten die Kriegshäuptlinge gewöhnlich den größeren Einfluss. Allerdings veränderte sich die Rolle des Kriegshäuptlings im Verlauf des frühen neunzehnten Jahrhunderts. Männer ohne bekannte Vorfahren erhielten nun aufgrund ihrer persönlichen Fähigkeiten vakante Führungsfunktionen im Stamm, überflügelten die Häuptlinge mit ererbter Würde und traten schließlich an ihre Stelle. Ein typisches Beispiel für diesen Wandel war Häuptling Keokuk, der durch eine Kombination aus Redekunst, kluger Politik und geschickten Verhandlungen mit den amerikanischen Behörden an die Macht kam. Später übernahm er die Kontrolle über die jährlichen Rentenzahlungen und wurde schließlich von den Vereinigten Staaten als Häuptling aller Sauk anerkannt. Forsyth war Indianeragent für beide Stämme und hoffte, dass die Meskwaki den Sauk in dieser Beziehung folgen würden.
Im Gegensatz zu den Meskwaki bildeten die Sauk nur im Winter einzelne Bands, während sie sich im Sommerdorf sammelten und eine große Gemeinde bildeten. 1821 berichtete Forsyth, dass ihn Häuptlinge der Sauk um Hilfe ersucht hatten, die Bewohner eines kürzlich errichteten zweiten Sommerdorfes zur Rückkehr nach Saukenuk zu bewegen. Bezüglich ihrer politischen Organisation schrieb er 1822: „Es überrascht mich, dass es eine derartige Differenz im Wesen beider Nationen gibt. Die Meskwaki besitzen keinerlei  Verhandlungsgeschick, wenn es um Belange ihrer Nation geht. Es ist ihnen jedoch in keiner Weise peinlich, die Sauk bei diesbezüglichen Schwierigkeiten um Hilfe zu bitten“.
Zwischen 1820 und 1830 wuchs der amerikanische Einfluss auf das politische System der Sauk. In Rock Island gab es in dieser Zeit ein Fort und eine Garnison sowie die Indianeragentur für beide Stämme. Zunächst regulierte die Agentur die Beziehungen zwischen beiden Stämmen und übernahm mehr Verantwortung für deren innere Angelegenheiten. Der Agent hatte das Recht, Verhaftungen vorzunehmen und er kontrollierte die wichtigsten Dienstleistungen der Regierung. Außerdem erwarb er das Vertrauen von Häuptling Keokuk, dessen Position er nach Kräften stützte.

## Geschichte
Die ersten Berichte über die Sauk stammen vom französischen Missionar Jean-Claude Allouez, der diesen Stamm als „sehr zahlreich, aber zersplittert und nomadisierend“ beschrieb. Die letzte Information war mit Sicherheit falsch, denn Franzosen besuchten sie 1668 in Green Bay, wo sie in einer Siedlung lebten. In den frühen Jahren des Pelzhandels mit den Franzosen zogen die Meskwaki ebenfalls an die Green Bay und baten die Sauk, als Vermittler im Pelzhandel zu fungieren.

### Die Fox-Kriege
Auch im Verlauf der Fox-Kriege behielten die Sauk ihre guten Beziehungen zu den Franzosen und versuchten heimlich, den Meskwaki zu helfen. 1733 suchten zahlreiche geflüchtete Meskwaki Schutz bei den Sauk und baten diese, mit den Franzosen zu verhandeln und ihre Kapitulation anzubieten. Nicolas Antoine Coulon de Villiers der Ältere war der neue französische Kommandant von Green Bay und befehligte eine Truppe von 60 Franzosen und 200 Indianern, die den Meskwaki den Rest geben sollte. Die Sauk jedoch weigerten sich, die Meskwaki auszuliefern. Villiers kam mit einer kleinen Abteilung zum Dorf der Sauk und versuchte gewaltsam einzudringen. Dabei wurden er selbst und einige Begleiter getötet. Die Sauk und Meskwaki aus dem Dorf flüchteten, nachdem sie einen französischen Angriff abgewehrt hatten. Sie zogen ohne weitere Zwischenfälle über den Mississippi bis ins östliche Iowa.
Die Franzosen schickten 1736 eine Strafexpedition nach Iowa. Inzwischen hatten die meisten Stämme die Allianz mit den Franzosen verlassen. Der französische Feldzug endete im Fiasko, als ihre Armee von indianischen Scouts in die Irre geführt wurde. 1737 beendete die französische Regierung die Foxkriege und garantierte den Sauk und Meskwaki eine Generalamnestie. Nur 500 Stammesangehörige der Meskwaki hatten die Ausrottungskriege überlebt. Trotz dieser neuen französischen Politik weigerten sich die Sauk, an die Green Bay in Wisconsin zurückzukehren, sondern siedelten am Rock River und im südlichen Wisconsin. Gegen Ende des achtzehnten Jahrhunderts waren alle Sauk am Mississippi zwischen dem Rock River und dem Des Moines River zu finden.

### Der Vertrag von 1804
Im Jahr 1804 unterschrieb ein kleiner Teil der Sauk einen Vertrag, in dem das gesamte Land der Sauk und Meskwaki in Illinois, Wisconsin und Missouri gegen Waren im Wert von 2.234,50 Dollar, sowie eine Rente von 1.000 Dollar jährlich verkauft wurde. Später behaupteten sie, dass ein viel kleineres Gebiet zum Verkauf angeboten worden sei. Tatsächlich war nur der Stammesrat berechtigt, Land zu verkaufen, und der Vertrag wurde von den Sauk für ungültig erklärt. Die US-Behörden setzten die Sauk unter Druck und zwangen sie schließlich, den Vertrag von 1804 als rechtmäßig anzuerkennen. Damit waren die Beziehungen der Sauk zu den USA nachhaltig gestört. Nur wenige Sauk unterstützten Tecumsehs Bewegung, die meisten lehnten sie dagegen ab. Im Krieg von 1812 standen sie auf britischer Seite. Sie schickten Frauen, Kinder und alte Leute zur Missouri-Band, die sich als neutral erklärt hatte. Die Bewohner von Saukenuk verteidigten sich erfolgreich gegen einen amerikanischen Angriff auf ihr Dorf. Doch der militärische Erfolg war wertlos, als Briten und Amerikaner Frieden schlossen und die Briten ihre indianischen Alliierten im Stich ließen.
Im Friedensvertrag von 1816 wurde der Landverkauf von 1804 bestätigt. Black Hawk, der den Vertrag für die Sauk unterzeichnete, behauptete später, er habe keine Ahnung von den Bedingungen der Landabtretung gehabt. Die Meskwaki machten den gleichen Fehler bei einem Vertrag, den sie 1815 mit den Amerikanern schlossen. In den folgenden Jahren spalteten sich die Sauk in zwei Parteien. Eine von ihnen hieß die Britische Band und wurde vom charismatischen Häuptling Black Hawk geführt. Sie stand den Vereinigten Staaten feindlich gegenüber und weigerte sich, den Vertrag von 1804 anzuerkennen. Die zweite Gruppe hieß Friedenspartei und wurde von Häuptling Keokuk geführt, der eine Politik der Aussöhnung verfolgte.
Der Vertrag von 1804 enthielt eine Klausel, nach der die Sauk das abgetretene Land weiterhin nutzen konnten, bis es von der Regierung weiterverkauft worden war. Um 1828 forderte die Regierung der USA den Abzug aller Indianer aus Illinois. Amerikanische Hausbesetzer (Squatter) okkupierten Saukenuk während der Abwesenheit der Sauk, als diese sich 1828/1829 auf ihrer traditionellen Winterjagd befanden. Einige der Sauk blieben in Iowa. Der Rest entschied sich zur Rückkehr in ihr Dorf und trafen dort auf massive Belästigungen durch die Hausbesetzer. Diese zerstörten Häuser, verwüsteten Felder und wiesen gefälschte Besitzurkunden vor. Um eine Konfrontation mit der staatlichen Miliz zu vermeiden, zogen die Sauk 1831 nach Iowa. Einige von ihnen blieben dauerhaft dort, doch der Rest der Britischen Band kehrte 1832 nach Illinois zurück.

### Häuptling Black Hawk

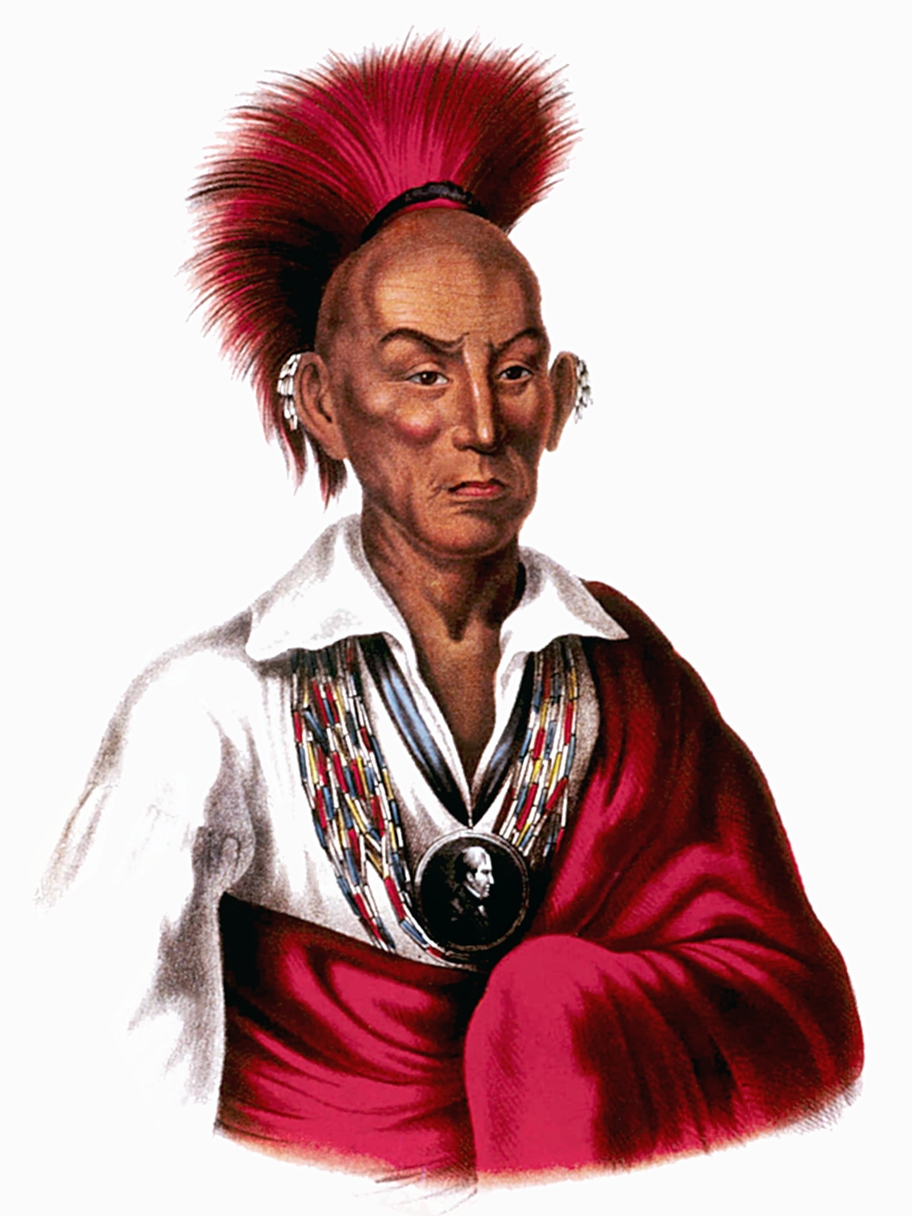
Black Hawk

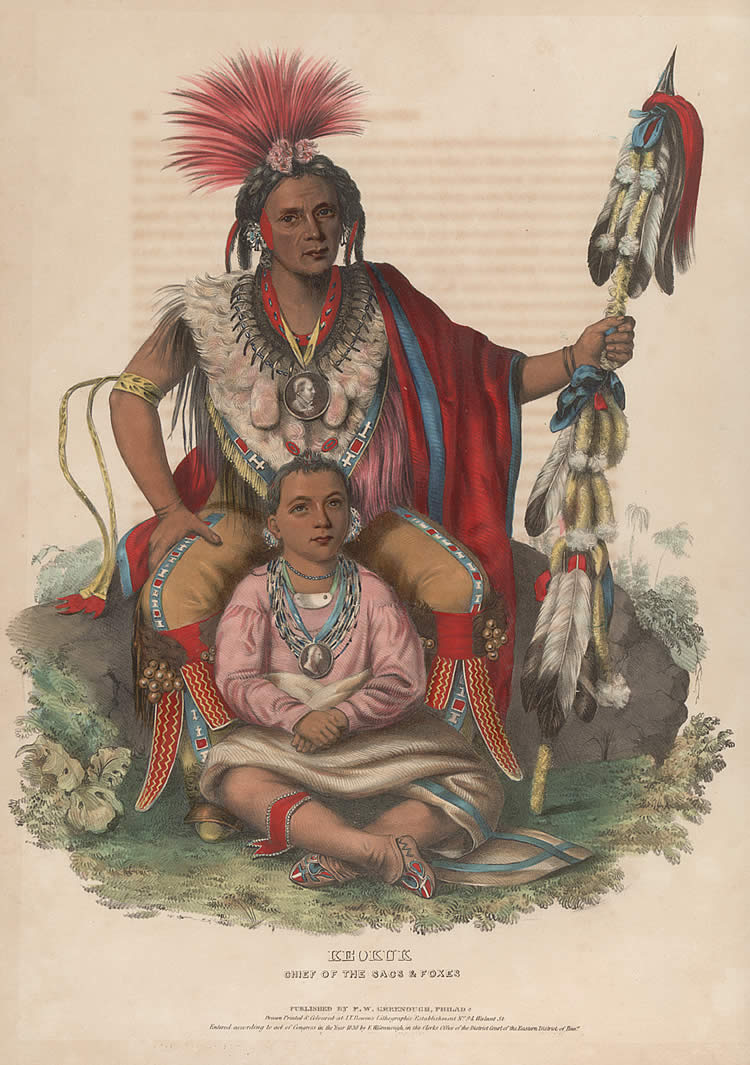
Keokuk und sein Sohn Moses, 1837 gemalt von Charles Bird King.

Black Hawk (1767–1838) war ein Häuptling der Sauk und rief die nach ihm benannte Bewegung ins Leben. Seine Beweggründe sind bis heute nicht völlig klar. Es war wohl in erster Linie die Ungerechtigkeit, die den Sauk im Vertrag von 1804 widerfahren war und die zwangsweise Vertreibung aus Illinois. Er glaubte, dass die Aussöhnungspolitik Keokuks ein Fehler war. Die Anhänger Black Hawks waren bereit zum bewaffneten Kampf, planten jedoch keinen Kriegszug. Sollte es dennoch zum Krieg kommen, konnte Black Hawk auf die Hilfe der Winnebago, Potawatomi und sogar der Briten rechnen. Seine Aktionen wurden zum Teil von Wabokieshiek geleitet, einem Visionär der Winnebago, und er fühlte sich möglicherweise als Nachfolger Tecumsehs. Auch ökonomische Gründe könnten eine Rolle gespielt haben, denn die letzten Jahre mit sehr schwierigen Lebensbedingungen in Iowa waren für die Sauk katastrophal gewesen.
Die Britische Band überquerte ohne Zwischenfälle den Mississippi und zog den Rock River hinauf. Die Staatsregierung von Illinois betrachtete diese Aktion als Invasion und Gouverneur John Reynolds berief Miliztruppen ein. Damit begann der sogenannte Black-Hawk-Krieg (1832), der letzte Indianerkrieg östlich des Mississippi. Die Vorhut der Miliz erreichte das Lager der Sauk am 15. Mai 1832. Black Hawk war bewusst, dass er ohne Verbündete nichts ausrichten konnte. Er schickte den Amerikanern eine kleine Delegation entgegen, die über den Rückzug der Sauk verhandeln sollte. Aufgrund eines Missverständnisses wurden die Emissäre angegriffen und teilweise getötet. Die Überlebenden, verfolgt von einem ungeordneten Haufen Gesindel, flohen zurück zum Lager. Im Battle of Sycamore Creek wurden über 200 Milizionäre von weniger als 40 Sauk in die Flucht geschlagen. Anschließend zogen die Sauk den Rock River weiter hinauf ins südliche Wisconsin.
Dort errichteten sie ein Lager, von dem aus sie Überfälle auf benachbarte Siedlungen starteten. Dabei wurden sie von Kriegern der Potawatomi und Winnebago unterstützt.
Angesichts der schlechten Ernährungslage und dem Anrücken einer US-Armee entschied sich Black Hawk für eine Rückkehr nach Iowa entlang des Wisconsin Rivers. Dort wurden sie von den Amerikanern angegriffen. Während Frauen und Kinder den Fluss überquerten, bildeten die Krieger die Nachhut und konnten den Angriff abwehren. Bei einbrechender Dunkelheit überquerten sie ebenfalls den Fluss. Die Sauk teilten sich danach in zwei Gruppen. Die erste Gruppe bestand überwiegend aus Frauen, Kindern und alten Leuten und zog weiter den Wisconsin River hinab, um den Mississippi bei Prairie du Chien zu erreichen. Dort wurden sie von Soldaten teilweise getötet oder überwältigt und der Rest ergab sich. Man brachte sie nach Fort Crawford in Gefangenschaft.
Die zweite Gruppe zog durch ein hügeliges Gebiet im südwestlichen Wisconsin, dicht gefolgt von amerikanischen Milizionären. Als sie den Mississippi am 20. Juli 1832 an der Mündung des Bad Axe River erreichten, wurden sie vom Kanonenboot „Warrier“ erwartet. Die Sauk wollte sich ergeben, doch der Kommandant des Kanonenboots bekam angeblich eine falsche Übersetzung vom Dolmetscher und erteilte den Befehl zu Feuern. Gleichzeitig näherte sich eine amerikanische Einheit unter Colonel Zachary Taylor und griff vom Osten her an. Die Sauk gerieten zwischen zwei Fronten und erlitten schwere Verluste. Die Überlebenden kamen in Gefangenschaft und wurden ebenfalls nach Fort Crawford gebracht. Von den rund 2000 Sauk, die Anfang Mai den Mississippi überquert hatten, überlebten nur 400 Stammesangehörige.

### Umzug in Reservate

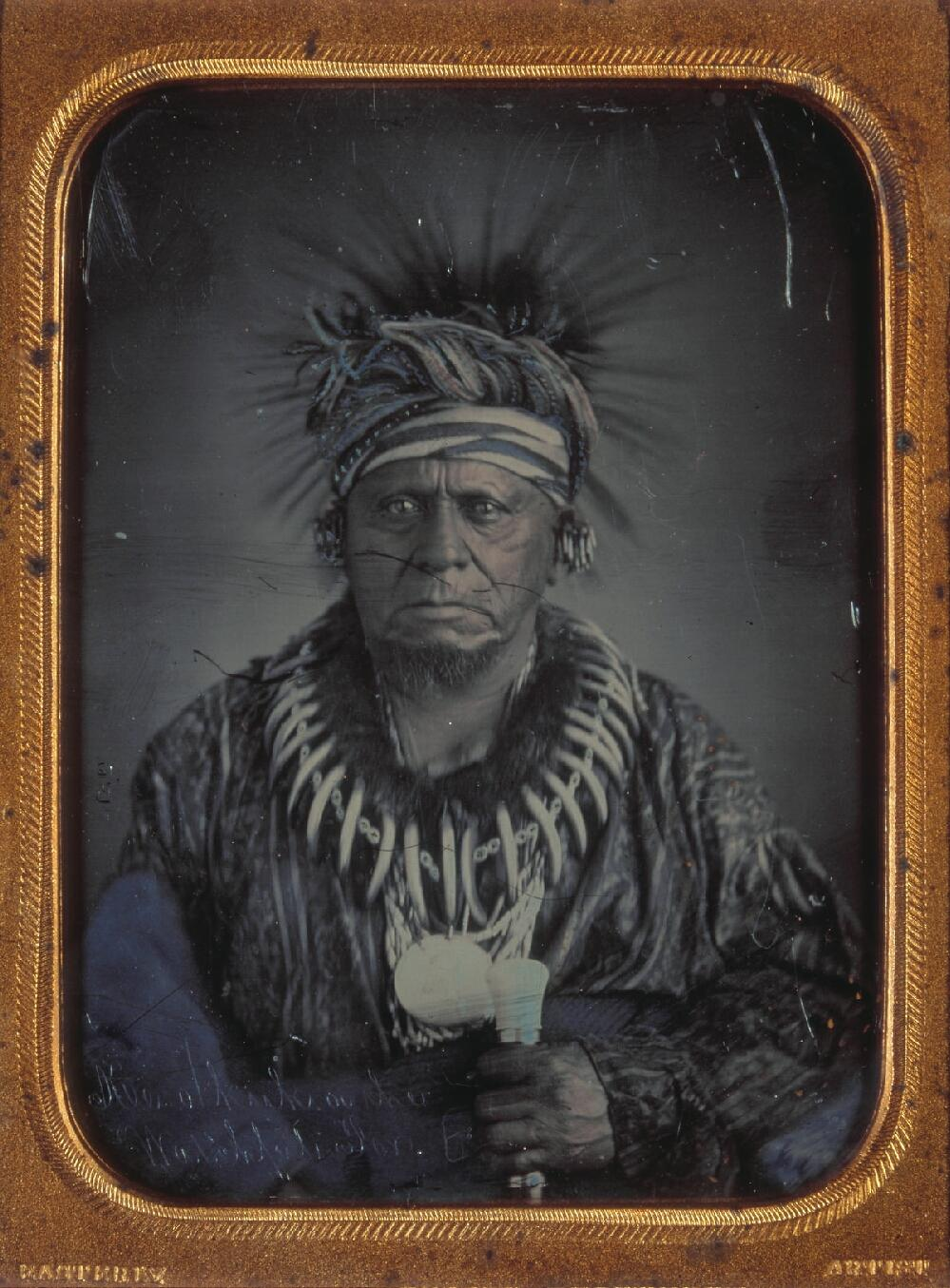
Häuptling Keokuk 1847, frühe Daguerreotypie von Thomas Martin Easterly

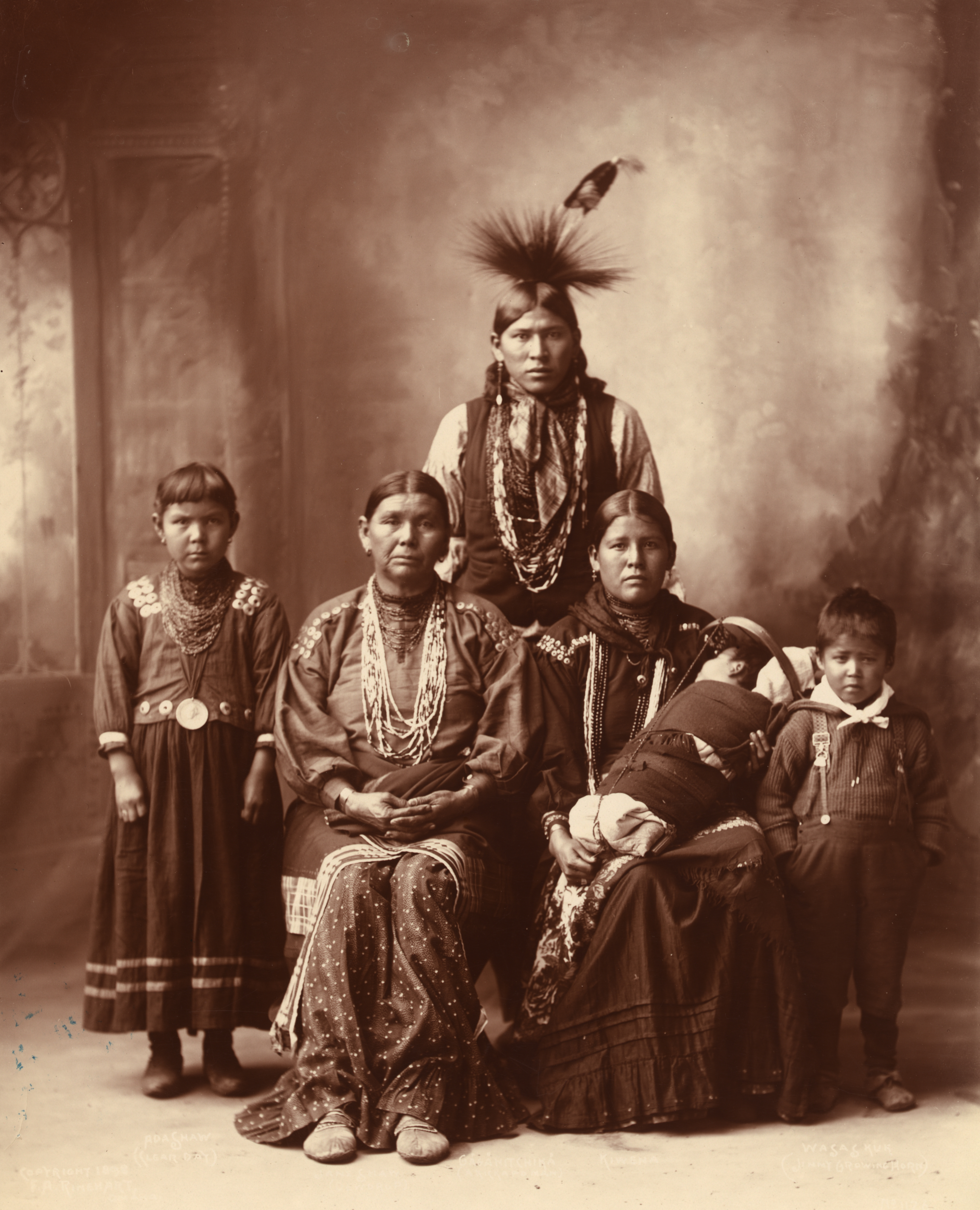
Sauk-Familie um 1899, fotografiert von Frank Rinehart

Obwohl die meisten Sauk während des Black-Hawk-Krieges in Iowa geblieben waren, beschuldigten die Vereinigten Staaten den gesamten Stamm der „grundlosen Aggression“  und forderten die Abtretung von mehr Stammesland als Entschädigung. 1836 kam es zu einer weiteren Landabtretung und 1842 hatten die Sauk ihr gesamtes Land in Iowa an die USA abgetreten.
Inzwischen war es zu einer stetigen Auflösung der Stammeseinheit gekommen. Aufgrund der Rivalität zwischen Keokuk und dem hereditären Häuptling Hardfish bildeten sich zwei Parteien innerhalb des Stammes. Keokuk war von den Amerikanern als Häuptling eingesetzt worden und durch seine Allianz mit der Agentur war seine Stellung unangreifbar. Sämtliche jährliche Zahlungen aus den Landverkäufen, die das Haupteinkommen der Sauk darstellten, liefen über Keokuk und wurden von ihm verwaltet. Die Bevölkerungszahlen sanken rapide. Der historisch kleinere Stamm der Meskwaki hatten inzwischen mehr Angehörige als die Sauk. Um 1846 hatte ein Teil der Sauk ein Reservat südlich der Stadt Topeka in Kansas bezogen. Zahlreiche Stammesangehörige weigerten sich jedoch und versteckten sich in den umliegenden Wäldern. Soldaten aus Fort Des Moines mussten sie aufspüren, fanden aber nicht alle.
Die von den USA eingesetzten Indianeragenten waren teilweise inkompetent, korrupt oder beides. Der hereditäre Häuptling Mokohoko war nun Führer der konservativen Sauk, während der Häuptling der progressiven Partei von Keokuks Sohn Moses abgelöst wurde. Unter dem Druck der Siedler schlossen die Sauk einen Vertrag, in dem sie das Reservat in Kansas verkauften und einem Umzug nach Oklahoma zustimmten. Ein Teil der Sauk zog zwischen 1867 und 1869 nach Oklahoma. Mokohokos Band weigerte sich bis 1886 und wurde von der Armee zwangsweise umgesiedelt. 1890 wurde das Reservat in individuelle Grundstücke eingeteilt, wobei der Überschuss später an amerikanische Siedler verkauft oder verpachtet werden konnte.
1950 gab es in Oklahoma 996 Stammesangehörige der Sauk, während in Kansas noch 129 Nachfahren der Missouri Band lebten. Über den Verbleib der übrigen Sauk in Kansas ist sehr wenig bekannt. Wahrscheinlich haben sie sich frühzeitig assimiliert und der amerikanischen Lebensweise angepasst. Die konservativen Sauk könnten sich der panindianischen Bewegung angeschlossen haben.
Die Sauk of Oklahoma bewahrten bis zum frühen zwanzigsten Jahrhundert viel aus ihrer traditionellen Kultur, doch darauf folgte eine schnelle Akkulturation. Um 1960 gab es noch eine Anzahl konservativer Familien, die Rituale rund um das heilige Bündel praktizierten. Die einzige weit verbreitete Zeremonie war das jährliche Powwow mit wesentlichen Bestandteilen der ehemaligen Drum-Society-Rituale. In vielerlei Hinsicht war dies die bedeutendste jährliche Veranstaltung des Stammes. Der Verlust an Kenntnis der traditionellen Rituale, als der Stamm auf wenige hundert Personen geschrumpft war, sowie eine spätere Bevölkerungszunahme, führte zu einem drastischen Mangel an Namen. In der Konsequenz hatten die Klans keine herkunftsbestimmten Namensgruppen mehr.
Die 2200 Nachkommen der Bands von Blackhawk und Keokuk, vereinigt in dem Sac and Fox Tribe of Indians of Oklahoma, wurden unter dem Oklahoma Indian Welfare Act im Jahr 1936 reorganisiert. Die Sauk bekamen einen gewählten Häuptling und eine Geschäftsführung.

## Demografie
Die Schätzungen der Sauk-Bevölkerung schwanken so stark, dass ihre Zuverlässigkeit sehr gering ist. Pierre Joseph Céloron schätzte ihre Bevölkerungszahl 1736 auf 600, während Jonathan Carver in der gleichen Zeit 1200 Personen angab, die in ihrem Hauptdorf lebten. Nach der Meinung von Marston lebten 1820 rund 3000 Sauk und zwei Jahre später gab Forsyth 4000 Stammesangehörige an. Im Bericht der Commission of Indian Affairs von 1838 wurden 2100 Sauk erwähnt und 1845 zählten Sauk und Meskwaki zusammen 2200 Personen. Danach schrumpfte die Bevölkerungszahl immer mehr; um 1870 wurden 627 und 1884 nur noch 450 Sauk gezählt. Der US-Zensus von 2000 weist für die Sac and Fox Nation of Oklahoma 533 Angehörige aus.

## Heutige Stämme der Sauk und Meskwaki
Heute sind drei Stämme offiziell auf Bundesebene anerkannt (federally recognized). Die meisten Nachfahren der Sauk sind in der Sac and Fox Nation of Oklahoma zu finden:
- Sac and Fox Nation of Oklahoma, Eigenname: Sakiwaki, weitere Varianten: Thâkîwa oder Othâkîwa (Verwaltungssitz: Stroud (Sauk-Name: Shtowâteki), Oklahoma, ihr Reservatsgebiet umfasst Gebiete der Countys: Lincoln, Payne und Pottawatomie, Stammesmitglieder: 3.794- mehrheitlich Sauk, Sprachen: American English, Sauk)

- Sac and Fox Nation of Missouri in Kansas and Nebraska (früher Sac and Fox of the Missouri Band), Eigenname: Nemahahaki oder Nîmahâha („Nemaha [County] Sauk“) (Verwaltungssitz: Reserve, Kansas, die 1836 errichtete Sac and Fox Reservation umfasst ca. 61,226 km² Land im südöstlichen Richardson County, Nebraska und im nordöstlichen Brown County, Kansas, ihre Stammesbezeichnung leitet sich von den Nemaha Counties ab, Stammesmitglieder: 442 – mehrheitlich Sauk, Sprachen: American English, Sauk, Meskwaki)

- Sac and Fox Tribe of the Mississippi in Iowa, Eigenname: Meskwaki Nation (Verwaltungssitz: Tama, Iowa, ihr Reservatsgebiet umfasst ca. 28 km², Stammesmitglieder: 1.300 – mehrheitlich Meskwaki, die hier ansässigen Sauk nennen sich hingegen Yochikwîka („Nördliche Sauk“) oder einfach ebenfalls Êshkwîha („Mitglied der Meskwaki“), Sprachen: Amerikanisches Englisch, Sauk, Meskwaki).

## Persönlichkeiten
- Makataime Shekiakiak (Schwarzer Sperber): Häuptling, Politiker
- Jim Thorpe: Zehnkampf- und Fünfkampf-Olympiasieger, Profi-Footballer, Sauk-Name Wa-Tho-Huk (=Leuchtender Pfad)